# Бурцево (деревня, Можайский городской округ)
Бурцево — деревня в сельском поселении Клементьевское Можайского района Московской области. 

## География
Деревня расположена на северо-востоке района, примерно в 10 км к северу от Можайска, на левом берегу реки Искона, высота над уровнем моря 170 м. Ближайшие населённые пункты — Петрово на северо-востоке, Пуршево на востоке и Шеломово на юго-востоке

## История
До реформы 2006 года относилась к Павлищевскому сельскому округу. 

## Население
| 2002 | 2006 | 2010 |
| ---- | ---- | ---- |
| 16   | ↘13  | ↗26  |